# Danjulo Ishizaka
Danjulo Ishizaka (* 14. Mai 1979 in Bonn) ist ein deutsch-japanischer Cellist und Professor an der Hochschule für Musik Basel sowie an der Universität der Künste Berlin.

## Leben
Ishizaka wurde als Sohn der deutschen Klavierlehrerin Ruth Nathrath und Junkichi Ishizaka in Bonn geboren. Seine Schwester ist die Pianistin Kimiko Douglass-Ishizaka. Seinen ersten Cellounterricht erhielt er mit 4 Jahren. Bereits als Vierzehnjähriger debütierte Danjulo zusammen mit seiner Schwester Kimiko (Klavier/Viola) und dem Bruder Kiyondo Ishizaka (Klavier/Violine) im Trio Ishizaka als Preisträger des Bundesjugendwettbewerbs „Jugend musiziert“ im Rahmen der Hauptstadt-Matinee des Deutschen Presseclubs in der Rotunde des Bundesgästehauses auf dem Petersberg bei Bonn. Danjulo Ishizaka studierte von 1998 bis zu dessen Tod im Jahre 2004 bei Boris Pergamenschikow in Berlin und im Anschluss bei Tabea Zimmermann.

## Wirken
Danjulo Ishizaka war zu Gast bei vielen Orchestern, darunter dem NHK Symphony Orchestra, dem London Philharmonic Orchestra, allen 5 BBC Orchestern, dem Orchestre de l’Opéra National de Paris, dem Mariinsky Theatre Symphony Orchestra, dem Sinfonieorchester des Bayerischen Rundfunks unter Dirigenten wie Gerd Albrecht, Andrew Davis, Christoph Eschenbach, Lawrence Foster, Michail und Vladimir Jurowski, Sir Roger Norrington, Mstislaw Rostropovich und Leonard Slatkin. Er konzertierte mit Künstlern wie Gidon Kremer, Lisa Batiashvili, Viviane Hagner, Tabea Zimmermann, Julia Fischer, Baiba Skride, Antje Weithaas, Veronika Eberle, Martin Helmchen und Ray Chen. Das Debüt für seine internationale Karriere fand mit den Wiener Symphonikern im Wiener Musikverein unter der Leitung von Krzysztof Penderecki statt. Der Cellist Mstislaw Rostropovich beschrieb das Spiel von Danjulo Ishizaka mit den Worten: „phänomenal in seinem technischen Können, vollendet in seiner musikalischen Gestaltungskraft“.
Danjulo Ishizaka spielte von 2004 bis 2013 das Stradivari-Cello „Lord Aylesford“, zuvor gespielt von János Starker, und von 2014 bis 2019 das Stradivari-Cello „Ex-Feuermann“ (auch geführt unter dem Namen „De Munck“) (1730) der Nippon Music Foundation, früher gespielt von Emanuel Feuermann. Derzeit spielt er ein Violoncello von Jürg Buchwalder.
Vom 20. Mai bis 27. Mai 2018 spielt er beim 11. Internationalen Kammermusikfestival auf Schloß Cappenberg.

## Auszeichnungen
- 1. Preis beim internationalen „Gaspar Cassadó-Wettbewerb“ 1998 in Spanien
- 1. Preis beim Internationalen Lutoslawski-Wettbewerb 1999 in Warschau[3]
- 1. Preis beim internationalen Musikwettbewerb der ARD 2001[4]
- 1. Preis beim Grand Prix Emanuel Feuermann der Kronberg Academy und der Universität der Künste Berlin 2002[5]

2006 wurde seine Debüt-CD erschienen bei Sony von der Deutschen Phono Akademie mit dem „Echo Klassik“ ausgezeichnet. 2007–2008 wurde Danjulo Ishizaka für das „New Generation Artists scheme“ von BBC Radio 3 ausgewählt. 2012 wurde er mit dem „Hideo Saito Memorial Fund Award“ ausgezeichnet, einem der bedeutendsten Musikpreise Japans, vergeben durch die Sony Music Foundation in Tokio.